# Sekhukhune United FC
El Sekhukhune United FC es un equipo de fútbol de Sudáfrica que juega en la Premier Soccer League, la primera división nacional.

## Historia
Fue fundado el 1 de julio de 2020 en la ciudad de Kempton Park en la provincia de Gauteng como equipo en la Primera División de Sudáfrica, segunda división nacional.
En su primer año de existencia gana el título de segunda división y logra el ascenso a la Liga Premier de Sudáfrica.

## Palmarés
- Primera División de Sudáfrica: 1

2020/21

## Participación en competiciones de la CAF
| Temporada | Torneo                       | Ronda         | Club         | Casa | Visita | Global  |
| --------- | ---------------------------- | ------------- | ------------ | ---- | ------ | ------- |
| 2024/25   | Copa Confederación de la CAF | Segunda ronda | CD Lunda Sul | 2-1  | 0-1    | 2-2 (a) |